# François Chausson
François Chausson (1966) è uno storico francese, professore di storia romana all'Université Paris 1 Panthéon-Sorbonne e specialista della corte imperiale e della storiografia romana.
Ha lavorato all'epigrafia e alla prosopografia senatoriale e imperiale che va dal II al V secolo, collegata in particolare alla augusta Storia.

### Libri
- 1997: collaborazione, sotto la direzione di G. Di Vita-Evrard e F. Bérard, L'Épigraphie dans les Mélanges de l'École française de Rome, Roma
- 2003: in collaborazione con E. Wolff, Consuetudinis amor. Fragments d'histoire romaine (IIe-Ve) offerts à Jean-Pierre Callu, Roma, (L'Erma di Bretschneider, collana "Saggi di storia antica").
- in collaborazione con Ch. Bruun, Interpretare i bolli laterizi della zona di Roma: tra storia amministrativa, economica ed edilizia, (Institut Finlandais d'Archéologie de Rome et École française de Rome, Roma 30 marzo– 1 aprile 2000), Acta Instituti Romani Finlandiae.
- 2004: in collaborazione con H. Inglebert, Costume et société dans l'Antiquité et au Haut Moyen Âge (Nanterre, 23–24 aprile 2001), Parigi.
- 2005: in collaborazione con B. Boissavit-Camus e H. Inglebert, La mort du Prince: agonie, deuil, funérailles, de l'Antiquité au Moyen Âge (Nanterre, 2–3 aprile 2002), 2005.
- 2007: Stemmata aurea: Constantin, Justine, Teodose. Revendications généalogiques et idéologie impériale au Ve s. ap. J.-C. , L'Erma di Bretschneider, Roma.

### Articoli (selezione)
- 1995: " Vel Iovi vel Soli: Quatre études autour de la Vigna Barberini (191–354)", MEFRA, 107-2, (pp. 671–765) leggi su Persée
- 1997: "Theoclia soeur de Sévère Alexandre", MEFRA, 109–2, (pp. 659–690) leggi su Persée .